# Атлас народов мира
Атлас народов мира — фундаментальное произведение советской картографии, впервые в мире давшее обстоятельную этническую картину всего земного шара. Атлас издан в 1964 году Институтом этнографии им. Н. Н. Миклухо-Маклая АН СССР и Главным управлением геодезии и картографии Государственного геологического комитета СССР. Авторами карт являются Б. В. Андрианов, М. Я. Берзина, С. И. Брук, Я. Р. Винников, В. И. Козлов, П. И. Пучков, Г. Ф. Дебец и др. Ответственные редакторы — С. И. Брук и В. С. Апенченко.

## Описание
Издание представляет собой крупноформатный атлас, состоит из 81 карты и 17 карт-врезок; многие из карт занимают развороты. Масштабы карт: мировых — от 1:120 млн до 1:80 млн, карт континентов или их крупных частей и СССР в целом от 1:30 млн до 1:12 млн, крупных районов или стран в пределах континентов и районов СССР — от 1:12 млн до 1:2 млн (а врезок до 1:1 млн). На картах показаны этнический состав населения (выделено 1600 народов, из которых 910 обозначены каждый особым цветом, а остальные отмечены лишь в легендах), плотность населения (обзорные карты по всем континентам с рядом врезок). На этнических картах отображены этнические общности разного таксономического уровня — нации, народности, группы племён, а иногда и племена; в ряде случаев выделены и этнографические группы (например, негры в составе американского народа). Кроме того, на мировых картах показаны человеческие расы и языки. Атлас народов мира включает также обстоятельный текст, излагающий методологические принципы, положенные в основу составления карт (в частности, теоретическое обоснования понятия этнической территорий), и дающий обобщённые сведения о численности, плотности населения, расах, языках, религиях и т. п.; статистические таблицы (с данными о распределении по странам каждого народа, этническом составе населения каждой страны и др.). Численность населения приведена к одной дате — середине 1961. Атлас содержит алфавитный указатель названий народов (в нём дана также английская транскрипция этих названий).
В атласе дана стройная классификация народов мира. В основу её положен этнолингвистический признак; народы расположены по языковым семьям, к которым они принадлежат, или приравненным к ним группам. Когда этот признак был недостаточным, учитывались и другие признаки.

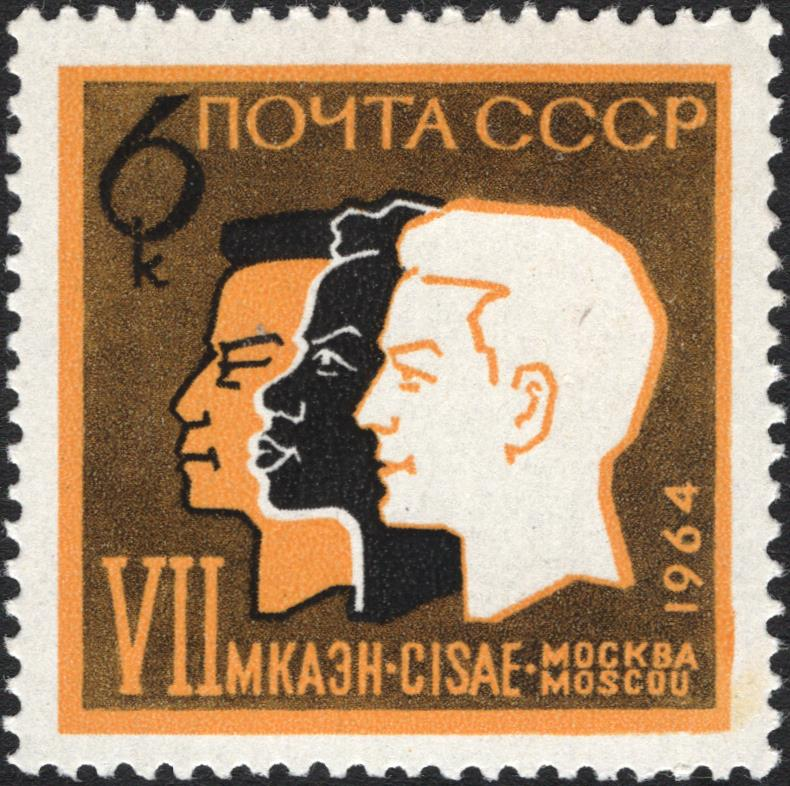
VII Международный конгресс антропологических и этнографических наук. Представители разных рас. Почтовая марка СССР, 1964

Карты плотности даны в градациях (для сельского населения и населения небольших городов) в чел/км²: до 1, 1 — 10, 10—25, 25—50, 50—100, св. 100 (для некоторых карт также 100—200 и св. 200). Города, насчитывающие от 30 тыс. жит., показаны пунсонами (30—100 тыс. жит., 100—300 тыс., 300—1000 тыс., 1000—3000 тыс. и св. 3000 тыс. жит.). Сопоставление карт плотностей с этническими позволяет судить о количественных соотношениях народов, заселяющих отдельные территории. Слабозаселённые территории на этнических картах вместо закраски фона покрыты особыми значками, соответствующими этнической принадлежности населения. Атлас народов мира вышел в свет к 7-му Международному конгрессу антропологической и этнографической наук, состоявшемуся в Москве в августе 1964. Он демонстрировался на конгрессе и получил высокую оценку мировой научной общественности.